# Špejchar (Praha)

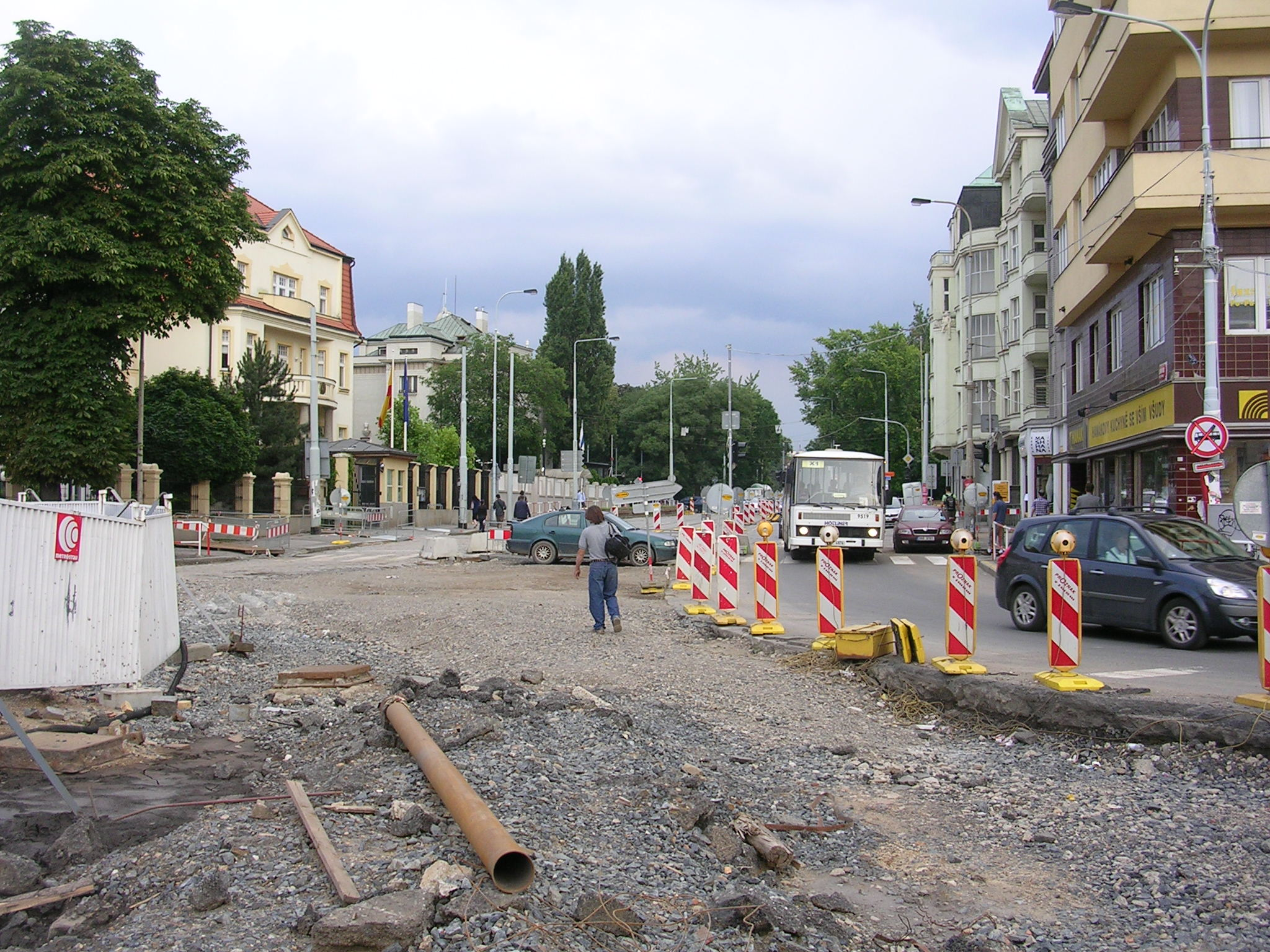
Křižovatka Špejchar během výstavby tunelu Blanka, 2009

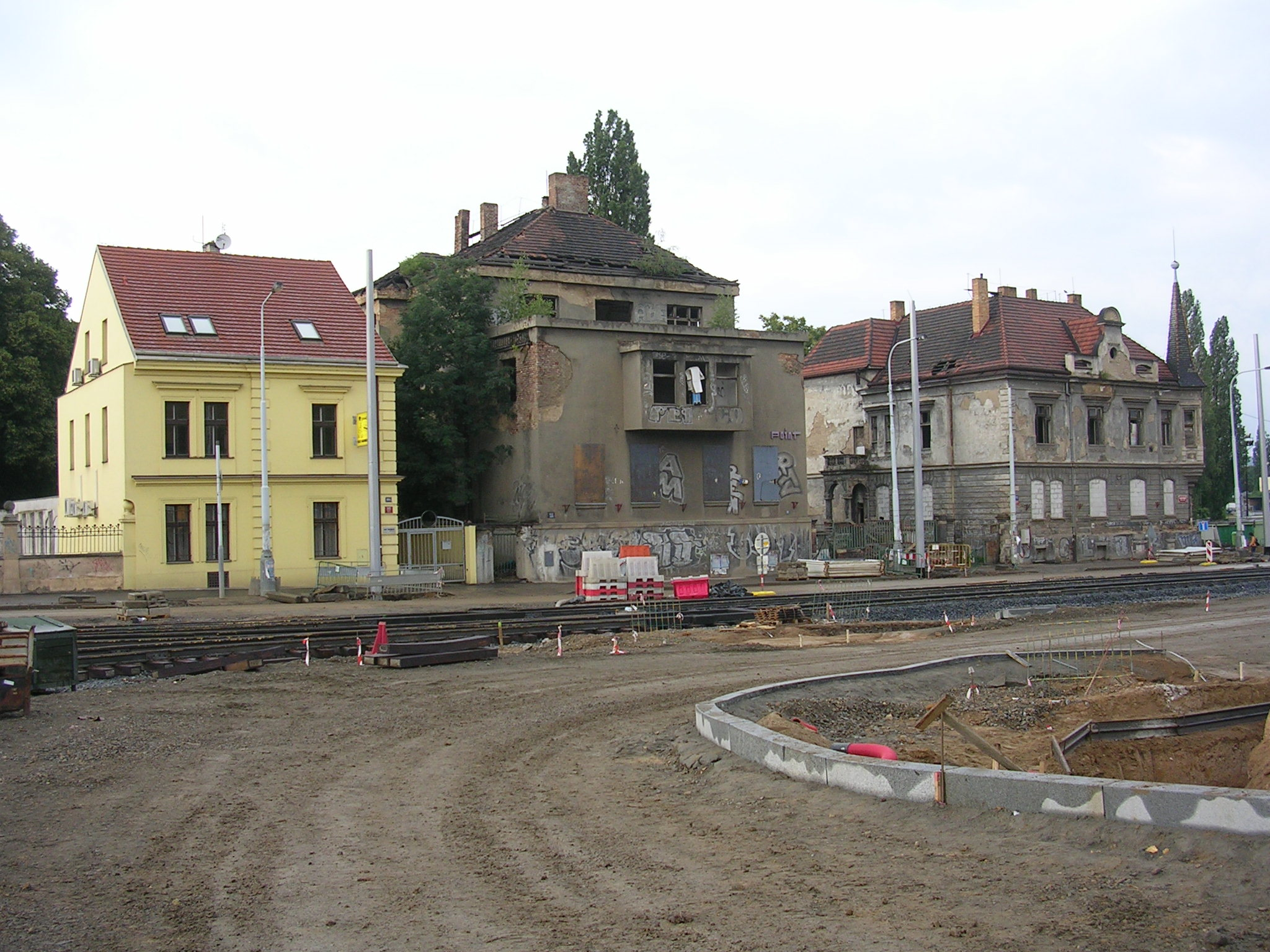
Rekonstrukce tramvajové tratě, 2009

Špejchar je pomístní označení části Prahy na hranicích Letné, Bubenče a Dejvic, odvozené od někdejšího městského špejcharu, který stál na místě dnešního nároží ulic Badeniho a Milady Horákové.
V běžné řeči se Špejcharem míní právě tato křižovatka, která je čtyřmezím katastrálních území Bubeneč, Dejvice, Hradčany a Holešovice. V ní je kolejový trojúhelník spojující trať v ulici Milady Horákové s tratí v ulici Badeniho. Další sem zaústěná ulice Pelléova v blízkosti kříží úrovňovým přejezdem železniční trať Praha - Rakovník.

Název zastávek městské dopravy Špejchar byl po vybudování linky A metra opuštěn ve prospěch názvu Hradčanská. Zůstal jen zastávkám v blízké smyčce, kam není vedena žádná pravidelná linka.

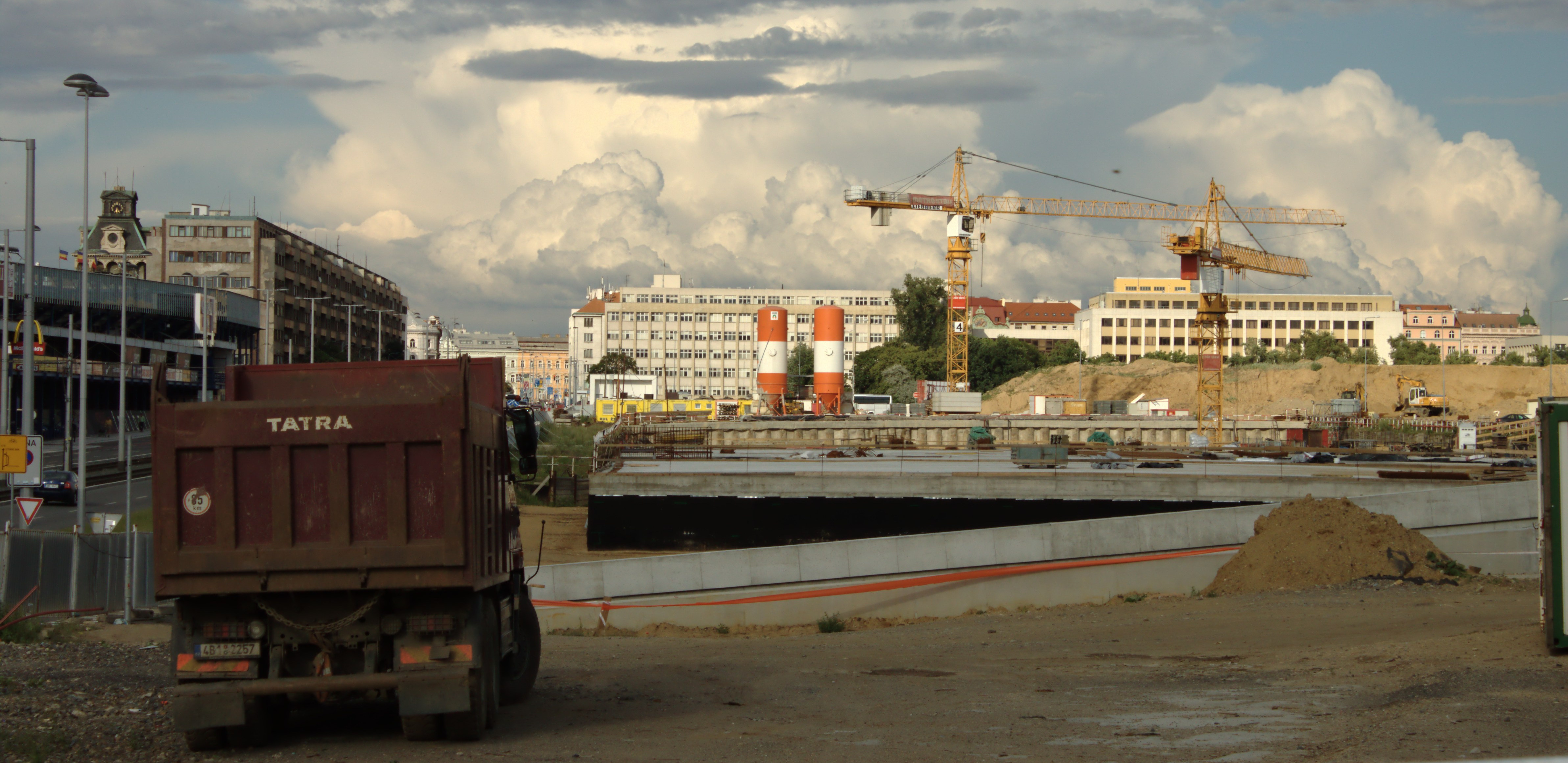
Výstavba tunelu Blanka na Letné, pohled od Špejcharu, 2011